# الایجا وود
الایجا جردن وود (به انگلیسی: Elijah Jordan Wood) (زادهٔ ۲۸ ژانویه ۱۹۸۱)، یک هنرپیشه، تهیه‌کننده و دی‌جی آمریکایی است. وی با بازی در نقش فرودو بگینز در سه‌گانه فیلم حماسی ارباب حلقه‌ها شهرت و محبوبیت بسیاری به دست آورد. او فرزند وارن وود و دبرا کراوزه است. فرزند دوم خانواده کوچک‌تر از برادرش زکریا (زک) و بزرگتر از خواهرش هانا. او یک مسیحی کاتولیک است.

## حرفه
اولین نقش او در هشت سالگی (۱۹۸۹) یک بازی کوتاه در فیلم بازگشت به آینده قسمت ۲ بود. بین سال‌های ۱۹۸۹ تا ۲۰۰۰ فیلم‌های متعددی مانند برخورد عمیق، کادر آموزشی، همیشه جوان و… از او منتشر شد. در سال ۱۹۹۹ مورد توجه پیتر جکسون، کارگردان ارباب حلقه‌ها قرار گرفت و پس از مورد تأیید واقع شدن در تستی برای انتخاب شدن در این فیلم راهی نیوزلند شد. الیجا که تا قبل از این فیلم بیشتر نقش‌های کودکانه را بازی می‌کرد، حالا تبدیل به یک چهرهٔ مشهور و یک قهرمان دوست داشتنی شده بود. او جوایز بسیاری را برای این نقش گرفت و تبدیل به یک چهره شناخته شده در سینمای جهان گشت.
او در سال ۲۰۰۴ در فیلم درخشش ابدی یک ذهن پاک بازی کرد. سال ۲۰۰۵ در شهر گناه و خیابان سبز ایفای نقش کرد. در سال ۲۰۰۶ دوبلور نقش اصلی خوش قدم که برنده اسکار شد، بود. آثار دیگر او عبارتند از: هابیت: یک سفر غیرمنتظره، مانیاک، قتل‌های آکسفورد، آخرین شکارچی جادوگر، تراست، ماجراهای دکه سمساری، ۹، خوش قدم ۲، مجموعه تلویزیونی ویلفرد، سلست و جس برای همیشه ، بچه‌های جاسوس ۳، امور داخلی، همه‌چیز روشن شده است، زنجیره احمق‌ها، تمام چیزی که می‌خواهم، زنبور عسل و… الیجا اخیراً به سریال دیرک جنتلی پیوست.

## زندگی‌نامه
او در ۲۸ ژانویه ۱۹۸۱ میلادی در سدار راپیدز، آیووا زاده شد. پدرش وارن وود مادرش دبرا وود ویک برادر به نام ذکریا و یک خواهر به نام هانا دارد. او یک مسیحی کاتولیک است.
در نوجوانی به همراه خانواده به لس آنجلس آمد. بعدها با خواهرش هانا درنیویورک زندگی می‌کرد. حال نیز او در تگزاس شهر آستین زندگی می‌کند.